# The Documentary
The Documentary je první album amerického rapera Gamea, vyšlo na začátku roku 2005 a je to jeho jediné LP vydané u labelu Aftermath, G-Unit. Po vydání alba měl totiž Game spory s majitelem G-Unit 50 Centem, proto label opustil a přešel k vydavatelství Geffen. V USA 2x platinové desky se prodalo přes 2 milióny kopií a umístila se na 1. místě amerického žebříčku Billboard 200. Na albu hostují: 50 Cent, Marsha, Faith Evans, Tony Yayo, Eminem, Nate Dogg, Mary J. Blige a Busta Rhymes.

## Seznam skladeb
1. Intro - 0:32

2. Westside Story (ft. 50 Cent) - 3:43

3. Dreams - 4:46

4. Hate It Or Love It (ft. 50 Cent) - 3:26

5. Higher - 4:05

6. How We Do (ft. 50 Cent) - 3:55

7. Don't Need Your Love (ft. Faith Evans) - 4:26

8. Church For Thugs - 4:00

9. Put You On The Game - 4:14

10. Start From Scratch (ft. Marsha Ambrosius) - 4:07

11. The Documentary - 4:11

12. Runnin' (ft. Tony Yayo a Dion) - 4:26

13. No More Fun And Games - 2:37

14. We Ain't (ft. Eminem) - 4:46

15. Where I'm From (ft. Nate Dogg) - 3:08

16. Special (ft. Nate Dogg) - 3:57

17. Don't Worry (ft. Mary J. Blige) - 4:11

18. Like Father, Like Son (ft. Busta Rhymes) - 5:27

## Singly
- Westside Story (ft. 50 Cent)
 Vydáno: 28. září 2004
- How We Do (ft. 50 Cent)
Vydáno: 23. listopadu 2004
- Hate It Or Love It (ft. 50 Cent)
 Vydáno: únor 2005
- Dreams
 Vydáno: 7. června 2005
- Put You On The Game 
 Vydáno: 30. srpna 2005